# Troia (pel·lícula)
Troia (títol original en anglès: Troy) és un drama històric dirigit el 2004 per Wolfgang Petersen que fou nominada a l'Oscar al millor vestuari. El relat, basat en la Ilíada d'Homer, a més de l’Eneida de Virgili i altres textos del cicle èpic, exposa la Guerra de Troia des del punt de vista dels seus protagonistes més llegendaris: Hèctor, Paris i Aquil·les.
Els tres actors escollits per retratar aquests personatges històrics van ser Eric Bana, Orlando Bloom i Brad Pitt respectivament. Acompanyant-los destaca la presència de Peter O'Toole interpretant al rei de Troia, Príam; i Julie Christie donant vida a la mare d'Aquil·les, Tetis. També hi va intervenir una llavors desconeguda Diane Kruger, en el paper de la dona causant del conflicte, Helena de Troia.
La pel·lícula es va poder veure el 9 de maig de 2004 a la Berlinale i va tenir una extensa estrena mundial quatre dies més tard. Ha estat doblada i subtitulada al català.

## Argument
La pel·lícula comença amb una disputa entre els exèrcits d'Agamèmnon i el rei de Tessàlia. Agamèmnon i el rei acorden resoldre la batalla enfrontant els dos homes més forts de cada exèrcit. És llavors quan criden Aquil·les (Brad Pitt), el millor guerrer de les fileres gregues. Aquil·les i Boagrius, el millor de Tessàlia, comencen la lluita, guanyant Aquil·les amb facilitat, però deixant notar que ho fan no per ordres d'Agamèmnon, sinó perquè els seus noms siguin recordats.
Després, a Esparta, el rei Menelau celebra una festa amb els prínceps de Troia: Hèctor (Eric Bana) i Paris (Orlando Bloom). Enmig de la festa Paris entra amb cura a la cambra on es troba Helena, reina d'Esparta, i li demana que se'n vaig amb ell a Troia, ja que no han de témer de Menelau. L'endemà Hèctor, Paris i els altres troians tornen en un vaixell pel mar Egeu, llavors Paris li confessa al seu germà gran que ha portat Helena amb ell. Hèctor se'n molesta amb la decisió però opta per portar Helena perquè no tenia una altra alternativa si el dany ja havia estat fet.
Mentrestant, a Micenes, Menelau demana ajut al seu germà, Agamèmnon, per recuperar la seva dona. Agamèmnon accepta, però ell només accepta per la seva ambició de posseir Troia. Nèstor, amic d'Agamèmnon, li aconsella que porti Aquil·les per assegurar la victòria. Odisseu (o Ulisses segons la versió romana) convenç Aquil·les d'anar a la guerra, amb el propòsit d'atènyer la immortalitat. Aquil·les va a la guerra juntament amb el seu cosí i aprenent Pàtrocle i els seus lleials mirmídons.
L'endemà, Príam, rei de Troia, rep Helena com a princesa, però és molt tard per fer-la tornar. L'exèrcit grec arriba amb un miler de vaixells a les platges troianes, però Aquil·les és el que ataca primer, i amb els seus mirmídons, però sense Pàtrocle, pren la platja, mata els sacerdots i saqueja el temple d'Apol·lo.
Hèctor arriba amb la cavalleria i se sorprèn en veure les habilitats de lluita d'Aquil·les. Aquil·les decideix perdonar-li la vida a Hèctor i deixa que se'n vagi. Més tard Aquil·les, al seu campament, rep Briseida, una esclava troiana i servidora d'apol·lo, però ell és cridat per Agamèmnon. Ja al campament d'Agamèmnon el rei s'adula a si mateix com el responsable de prendre la platja de Troia, i a sobre es queda amb Briseida. Aquil·les, furiós, està disposat a matar Agamèmnon, però és detingut per Briseida, és llavors quan ell decideix no lluita més.
Quan surt el sol l'exèrcit grec es prepara per ensorrar les muralles troianes, però abans d'això Paris reta a combat Menelau pel dret a Helena i a Troia. Menelau hi accepta i venç a Paris amb facilitat, però abans de morir Paris fuig i és rescatat pel seu germà, Hèctor, qui mata Menelau perquè no podia deixar que el seu germà petit morís. Agamèmnon s'enfureix i ordena atacar, però els grecs estan massa prop de les muralles i dels arquers. Hèctor, enmig de la lluita, es troba amb un soldat immens, robust i musculós anomenat Àiax el Gran. Hèctor venç en la lluita, el que baixa la moral a l'afeblit l'exèrcit grec. Odisseu li aconsella a Agamèmnon que ordeni retirada abans que es quedi sense exèrcit. Els grecs retrocedeixen i la batalla acaba. Durant la nit Odisseu li reclama a Agamèmnon que es reconciliï amb Aquil·les per no perdre l'endemà. Agamèmnon li torna Briseida a Aquil·les, qui l'agafa i la porta al seu campament. Aquil·les s'enamora d'ella i la tracta bé, Briseida arriba a entendre Aquil·les i també s'enamora d'ell, ambdós decideixen passar plegats la nit i enretirar-se de Troia l'endemà.
Els troians, convençuts que la moral grega està per terra, decideixen atacar el campament grec al matí. Els grecs, espantats, en fugen i fan aldarull davant de la força troiana. Però llavors apareixen els mirmídons seguits de la figura d'Aquil·les, Hèctor els veu i es troba amb el guerrer, qui té la cara amagada sota el casc. Hèctor decideix lluitar amb ell, creient que és Aquil·les, però en un instant li talla el coll, els troians criden d'eufòria pensant que Aquil·les és mort, però els grecs es queden bocabadats davant de l'esdeveniment. En aquell moment Hèctor enretira el casc al guerrer i descobreix que no és pas Aquil·les, sinó el seu cosí i aprenent Pàtrocle. Hèctor i Odisseu acorden una treva. Eudor desperta Aquil·les al seu campament i li comunica la terrible notícia. Aquil·les s'enfureix sense voler. Per una altra part, Hèctor li ensenya a la seva dona, Andròmaca, un túnel secret que condueix als afores de Troia perquè pugui fugir amb llur fill i tota la gent de la cort.
Després, al matí, Aquil·les arriba sol davant de les muralles i crida Hèctor. Hèctor s'acomiada de la seva família i surt a enfrontar-se amb el guerrer mirmídon. La lluita és apassionant, però Hèctor perd avantatge i és ferit per Aquil·les, qui finalment es venja de la mort del seu cosí matant Hèctor i lligant-lo pels turmells al seu carro, seguidament l'arrossega davant les portes troianes i tota la cort, fins a arribar al seu campament.
Durant la nit Príam en persona entra al campament d'Aquil·les i li prega que li torni el seu fill besant-li les mans. Aquil·les accedeix i li entrega Briseida juntament amb dotze dies de treva.
Dotze dies després els troians revisen el campament grec i el veuen abandonat, només hi ha un immens i fabulós cavall de fusta amb un missatge com a ofrena als déus. Príam decideix fer entrar el cavall a la ciutat per festejar-lo davant de les súpliques del seu fill Paris que volia cremar-lo allà mateix a la platja. Més tard, durant la nit, després del banquet, ja que els troians creuen que Apol·lo ha castigat els grecs i aquests han fugit deixant-los una ofrena per als déus perquè els ajudin en llur viatge a casa, uns soldats surten del cavall i obren les portes de Troia, deixant entrar-hi més de quatre mil soldats hel·lens. En plena destrucció Aquil·les busca desesperadament Briseida per tota la ciutat. Andròmaca, l'esposa vídua d'Hèctor, agafa el seu fill i Helena i fuig pel túnel que el seu marit l'havia mostrat juntament amb un bon nombre de gent que voltaven pel palau. Però Paris decideix quedar-s'hi i li entrega l'espasa de Troia a un jove ciutadà anomenat Enees, els grecs saquegen i destrueixen Troia fins a cremar-la completament. Agamèmnon assassina el rei Príam per sorpresa a la cambra del consell de savis quan aquest contemplava abatut com els hel·lens feien caure les imatges dels déus i robaven tot l'or.
Briseida, que es trobava en un temple, és trobada per Agamèmnon. Ella li endinsa un ganivet al coll, matant-lo. Aquil·les finalment la troba i s'abracen, però en aquell instant apareix Paris, que dispara una fletxa contra Aquil·les, encertant en el taló, l'única part del seu cos que era mortal. Mentre en fugen, els soldats grecs els troben i decideixen cremar Aquil·les amb tots els honors d'un vertader heroi l'endemà.

## Repartiment
| Intèrpret       | Personatge | Veu en català    |
| --------------- | ---------- | ---------------- |
| Brad Pitt       | Aquil·les  | José Posada      |
| Orlando Bloom   | Paris      | Roger Pera       |
| Eric Bana       | Hèctor     | Eduard Farelo    |
| Brian Cox       | Agamèmnon  | Jaume Comas      |
| Brendan Gleeson | Menelau    | Domènech Farell  |
| Diane Kruger    | Helena     | Cristina Mauri   |
| Sean Bean       | Ulisses    | Jordi Boixaderas |
| Saffron Burrows | Andròmaca  | Esther Solans    |
| Peter O'Toole   | Príam      | Joaquim Díaz     |